# Liège-Bastogne-Liège 1970
La 56e édition de Liège-Bastogne-Liège a eu lieu le 17 avril 1970 et a été remportée par le Belge Roger De Vlaeminck. 

## Déroulement de l'arrivée
Un groupe de six coureurs, tous belges, s'approche du Stade Vélodrome de Rocourt où a lieu l'arrivée de cette cinquante-sixième Doyenne. Il s'agit des frères Roger et Eric De Vlaeminck de l'équipe Flandria-Mars, de Georges Pintens et Herman Van Springel de l'équipe Mann-Grundig, d'Eddy Merckx de l'équipe Faema-Faemino et de Frans Verbeeck de l'équipe Geens-Watney-Diamant. Avant de pénétrer dans le vélodrome, les coureurs s'engouffrent dans un tunnel sous les tribunes du stade. Ce bref passage dans le tunnel n'est pas filmé en attendant le relais de la caméra fixe du stade. Roger De Vlaeminck y pénètre en tête devant son frère Éric. Celui-ci ferme le passage à Merckx, tandis que Roger en profite pour attaquer et obtenir sur la ligne d'arrivée un avantage de 12 secondes pour remporter la course devant Frans Verbeeck et un Eddy Merckx furieux. C'est le début de la rivalité entre Roger De Vlaeminck surnommé le Gitan et Eddy Merckx, le Cannibale.
138 coureurs étaient au départ. 36 rejoignent l'arrivée.

## Classement
| n° | Coureur             | Équipe               | Temps           |
| -- | ------------------- | -------------------- | --------------- |
| 1  | Roger De Vlaeminck  | Flandria-Mars        | 7 h 02 min 00 s |
| 2  | Frans Verbeeck      | Geens-Watney-Diamant | à 12 s          |
| 3  | Eddy Merckx         | Faema-Faemino        | m.t.            |
| 4  | Eric De Vlaeminck   | Flandria-Mars        | m.t.            |
| 5  | Georges Pintens     | Mann-Grundig         | m.t.            |
| 6  | Herman Van Springel | Mann-Grundig         | m.t.            |
| 7  | Willy In't Ven      | Mann-Grundig         | à 4 min 10 s    |
| 8  | Raymond Poulidor    | Fagor-Mercier        | m.t.            |
| 9  | Italo Zilioli       | Faema-Faemino        | m.t.            |
| 10 | Lucien Van Impe     | Sonolor-Lejeune      | m.t.            |